# Boiga irregularis
Boiga irregularis är en ormart som beskrevs av Bechstein 1802. Boiga irregularis ingår i släktet Boiga och familjen snokar. Inga underarter finns listade.
Arten förekommer från Sulawesi över Moluckerna och andra öar i regionen till Nya Guinea och Salomonöarna samt söderut till norra och östra Australien. Den lever i låglandet och i bergstrakter upp till 1400 meter över havet. Habitatet varierar mellan olika slags skogar, som regnskogar eller skogar med eukalyptus, mangrove, trädodlingar och trädgårdar.
Boiga irregularis klättrar främst i träd och annan växtlighet men den kan röra sig över marken. Ormen jagar under natten olika mindre djur som fåglar, däggdjur, ödlor och andra kräldjur. Ibland äter arten kadaver. Honan lägger 2 till 11 ägg per tillfälle. Enligt en studie från 2007 kan enstaka honor lägga ägg som utvecklas till ungar utan parning.
Denna snok är själv inte hotad i beståndet. Den blev efter andra världskriget introducerad på Guam och där dödar den många inhemska fåglar. IUCN listar Boiga irregularis som livskraftig (LC).

## Bildgalleri

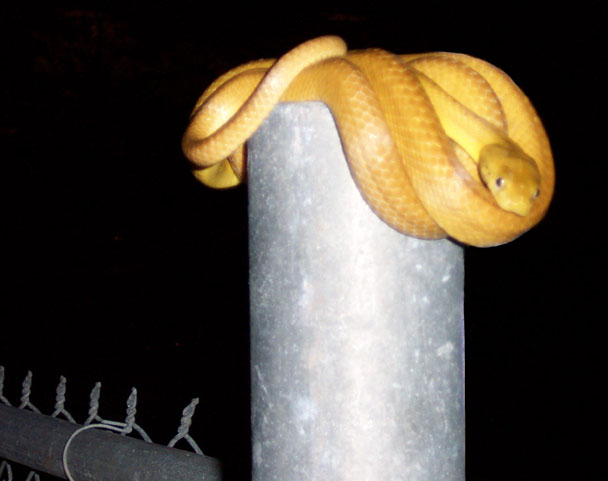
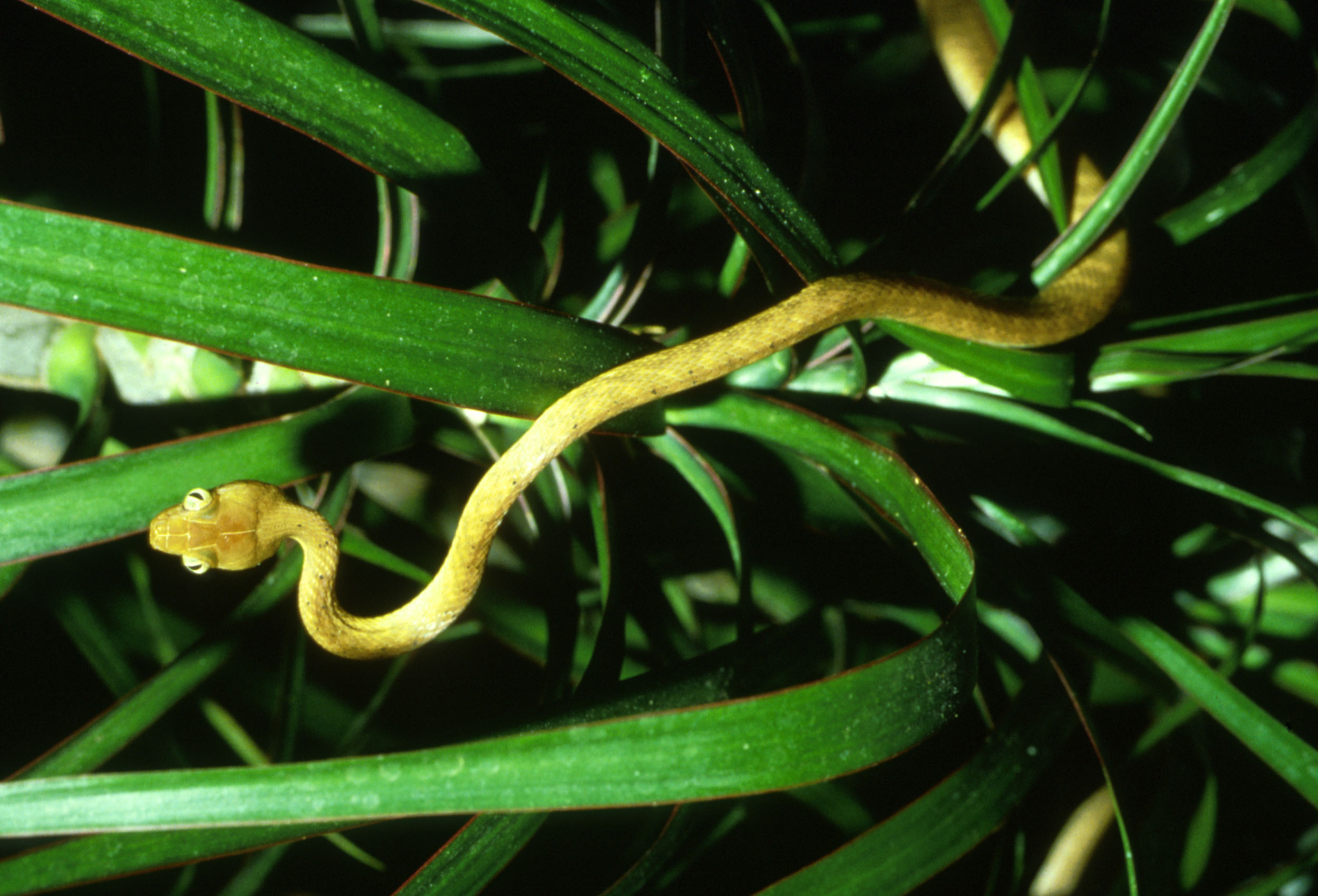